# Bayandelger (distrikt i Mongoliet, Süchbaatar)
Bayandelger (mongoliska: Bayandelger Sum, Баяндэлгэр, Баяндэлгэр Сум) är ett distrikt i Mongoliet. Det ligger i provinsen Süchbaatar, i den östra delen av landet, 500 km sydost om huvudstaden Ulan Bator.